# Chung Jong-soo
Chung Jong-soo (* 27. März 1961) ist ein ehemaliger südkoreanischer Fußballspieler.

## Karriere

### Klub
Nach seiner Zeit bei der Mannschaft der Korea University wechselte Chung Anfang 1984 zu Yukong Kokkiri. Von hier wechselte er zur Saison 1990 noch einmal weiter zu Hyundai Horang-i, wo er seine Karriere nach der Saison 1995 auch beendete.

### Nationalmannschaft
Sein erstes Spiel für die südkoreanische Nationalmannschaft absolvierte Jong-soo im Jahr 1983, sein erster belegbarer Einsatz war schließlich am 10. Juni 1986 bei einer 2:3-Niederlage gegen Italien während der Weltmeisterschaft 1986. Dies war zudem auch sein einziger Einsatz bei diesem Turnier. Anschließend dauerte es drei Jahre bis zu seinen nächsten Einsätzen im Jahr 1989 unter die auch Qualifikationsspiele für die Weltmeisterschaft 1990 fallen. Nach der erfolgreichen Qualifikation für die Endrunde kam er dann auch hier bei zwei Partien zum Einsatz. Nach diesem Turnier folgte im selben Jahr noch ein Freundschaftsspiel sowie ein Einsatz bei den Asienspielen 1990. Sein letztes Spiel im Nationaldress war schließlich am 22. August 1992 ein 0:0-Freundschaftsspiel gegen Japan.